# Begraafplaats van Cappelle-en-Pévèle
De Begraafplaats van Cappelle-en-Pévèle is een gemeentelijke begraafplaats in de Franse gemeente Cappelle-en-Pévèle in het Noorderdepartement. De begraafplaats ligt aan de noordwestrand van het dorpscentrum.

## Brits oorlogsgraf
Op de begraafplaats bevindt zich een Brits oorlogsgraf uit de Tweede Wereldoorlog. Het graf is geïdentificeerd en wordt onderhouden door de Commonwealth War Graves Commission. In de CWGC-registers is de begraafplaats opgenomen als Cappelle-en-Pevele Communal Cemetery